# ハーパーアダムス大学

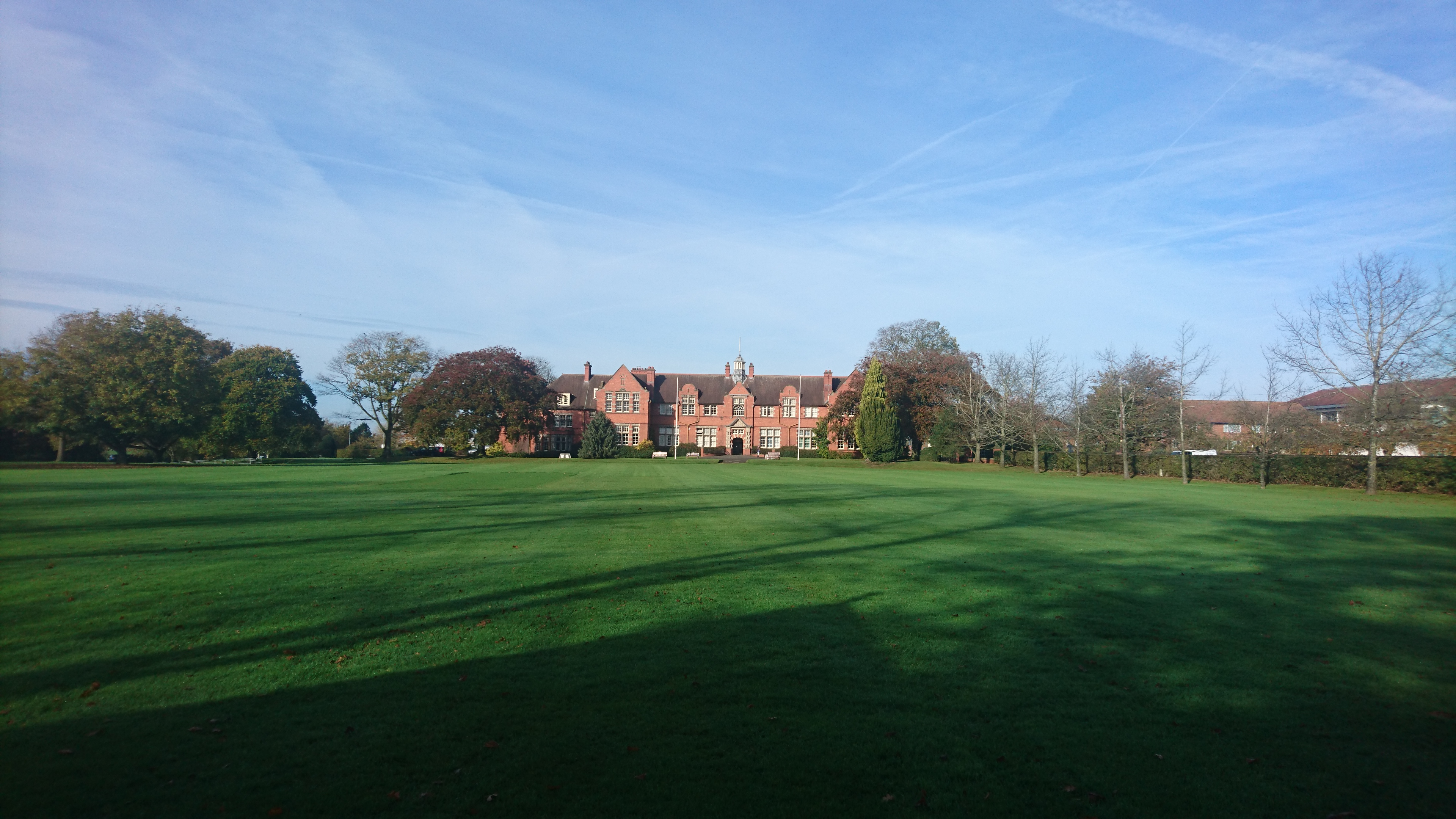
メインビルディング。大学内で最も古い建物の1つ。その前にはクリケットのピッチが広がっている。

ハーパー・アダムス大学 (Harper Adams University) はシュロプシャーのニューポート付近に位置する英国の公立大学である。1901年に設立し、農業部門において高い教育レベルを誇る。50以上の教育・研究施設と550 haに達する農地を有する。2015年現在、4985名の学部生、595名の院生、30を超える国からの約100名の留学生が学んでいる。

## 沿革
トーマス・ハーパー・アダムス( - 1892)というシュロプシャーの裕福な地主の「(自分の死後は)この土地を実践的かつ理論的な農業を教える場として活用するように」という遺言を受け、ハーパー・アダムス大学が1901年に創設された。1915年4月に戦時中の農業従事者を増やすため、英国の大学としては初めて女子学生を受け入れるコースを設けた。さらに障害を負った退役軍人に農家(特に酪農家)としての教育を施すなど、社会に貢献した。第一次世界大戦では約400名の職員と学生が徴収され、そのうち40名の戦死が確認されている。
1921年に助成金申請が認可されると、戦没者を祈念して大学図書館が設立した。その後のさらなる調査で判明した分も含め、すべての戦没者の名前を記した板が2015年3月に掲げられた。ちなみにこの板の製作者は大学財務課のピーター・ナンである。また大学図書館の外には新たに記念公園がつくられた。
1920年代の農業不況によって学生数は激減したが、1922年に総長に就任したチャールズ・クローザーの尽力によって大学は存続した。彼は1926年に国立畜産研究所をオープンさせるなどハーパー・アダムス大学の教育・研究水準を引き上げ、第二次世界大戦中も大学は閉鎖しなかった。

## 研究
2014年にハーパーアダムス大学は研究評価機構(Research Excellence Framework)によってその研究レベルを高く評価された。主な研究分野とはと土地利用マネジメント、農業工学、作物病理学、食品科学、バイオテクノロジー、動物福祉学など多岐にわたる。

## 学部
ハーパーアダムス大学には以下の11学科が存在する。
- 農業(Agriculture)
- 動物学(Animal Sciences)
- 生化学(Applied Biology)
- 食料・農業経済(Business and Agri-Food)
- 環境・野生動物(Countryside, Environment, Wildlife, and Geography)
- 農業工学(Engineering)
- 食品科学(Food Science, Technology, and Innovation)
- 土地利用(Real Estate, Property, and Land Management)
- 獣医学(Veterinary Nursing)
- 動物精神科(Veterinary Physiotherapy)
- 動物園学(Zoology)

## 受賞歴
- 2008 - Best University College (The Sunday Times)
- 2009 - Best University College (The Sunday Times)
- 2010 - Best University College (The Sunday Times)
- 2011 - Best University College (The Sunday Times)
- 2011 - Top 50 UK Universities (The Sunday Times)[7]
- 2012 - Best University College (The Sunday Times)
- 2017 - 学生満足度が英国で最高の98%を記録 (HESA 2017)[8]
- 2017 - Whatuni Winner Courses and Lecturers[9]
- 2017 - Whatuni Winner Student Support[9]
- 2017 - UK's Best Modern University (Times Higher Education)[10]
- 2017 - 1st Student Experience (Times Higher Education)
- 2017 - 卒業生の就職率は98%であり英国最高である。(HESA 2017)
- 2017 - £413,000 (6000万円ほど)の学生奨学金が the university's Development Trust から拠出された。

2012年に"University"と認定されてから、各種の大学ランキングの順位を上げている。

## 学生生活
学生組合(Student Union)はパブを管理しており、毎週水曜日の夜にはライブが開催される(Big Wednesdays)。また以下の４つのダンスパーティー(Ball)も開かれる。Fresher's Ball;9月、 Christmas's Ball;12月、 Paddy's Ball;3月、Summer Ball;6月。パブのほかにもキャンパス内にはCosta Coffeeなど多くのカフェがあり、これらは大学によって管理されている。

## 研究施設
大学図書館には43,000冊の蔵書があるが、そのほか2,000部ほどの学術論文、44,000冊の電子書籍が利用可能である。近年書籍・論文の電子化が進められ、この数字は今後増えていくことが予想される。
約3.7億円(£2.5 million)という多額の投資によって、2013年10月にThe Princess Margaret Laboratory(基礎実験棟)が、2015年1月にJean Jackson Entomology Building(昆虫学実験棟)が、そして2017年6月にThe Elizabeth Creak Laboratories Building(食品化学実験棟、外壁の一部が植物で被覆されている)がそれぞれ完成した。それ以前からCrop and Environmental Research CentreやDairy Crest Innovation Centreなど多数の実験施設が存在していた。

## スポーツ
- ハーパーアダムス大学には多数の運動部が存在する。ホームページ上にはラグビー、サッカー(Football)、射撃、ホッケー、フェンシング、ネットボール、乗馬、バスケットボール、自動車(レース、オフロード)、ボート、陸上競技、MTB、テコンドー、ピラティス(体操の一種)、ヨガ、ダンスなどがリストにあるが、そのすべてが現在活動しているとはかぎらない。例えば夏期間限定でクリケット部が活動する。[11]。また運動部だけではなく、ディベート、自然保護、ゲームなどの文化部やLGBTグループ(活動は非公開)なども存在する。
- 上記の運動部や文化部などに所属していなくても、平日は多くの場合体育館や屋外バスケットコート、屋外卓球台などが利用可能であり、各種用具を貸りることもできる。ただしトレーニング室に関してはメンバー登録が必須である。

## 学生宿舎
院生・学部生の多くは以下の15の学生寮に居住しているが、エジモンドやニューポートに下宿している学生も少なくない。
- Boughey Hall
- Bradford Hall
- Darwin Hall
- Darby Hall
- Jebb Hall
- Silcock Hall
- Gloucester Hall
- Harris Hall
- Leverhulme Hall
- Jerman Hall
- Princess Royal Hall
- University Houses; Flat Road, Newton and Poultry Drive
- Ward Hall

## 怪談
本館(Main Building)の最上階には迎賓室が10部屋あり、年に数回外部の教授などが宿泊するそうであるが、はるか昔この部屋で学生が集団首吊り自殺したという話がある。また学生宿舎の一つであるFlat Farm(Flat Roadの一つ)は大学ができる以前に農家の宿舎となっていて、時に誰もいない廊下の床がきしむ音が聞こえるという。そのほかいくつかの宿舎にて、最初に部屋に入ってベッドに腰かけたさい隣に誰かが座っているような気配がしたという報告もある。
英国(特にスコットランド)にはこういった怪談がいくつも存在するが、しばしば数百年も前から存在する石/煉瓦造りの建物と日中も薄暗い天候が相まって「さもありなん」と思わせられる。

## 歴代総長
- Hedworth Foulkes (1901-22)
- Charles Crowther (1922-1944)
- Bill Price (1946-1962)
- Reginald Kenney (1962-77)
- Tony Harris (1977-94)
- Wynne Jones (1996-2009)
- David Llewelyn (2009-present)